# Darkseid (Grimes)
Darkseid è un brano musicale della musicista canadese Grimes, pubblicato il 21 febbraio 2020, presente dal quinto album in studio Miss Anthropocene, in collaborazione con la rapper taiwanese Aristophanes.
Originariamente, la base del brano era stata pensata per Lil Uzi Vert.

## Video musicale
Il lyric video della canzone è stato reso disponibile il 22 maggio 2020, insieme a un altro lyric video in russo di My Name Is Dark.